# Архутовский, Роман
Роман Архутовский  (пол. Roman Archutowski, 5 августа 1882, Каролино, Мазовецкое воеводство — 18 апреля 1943, Майданек, Генерал-губернаторство) — блаженный Римско-Католической Церкви, священник, мученик, церковный историк, автор более 200 статей в польской католической энциклопедии. Входит в число 108 блаженных польских мучеников, беатифицированных Иоанном Павлом II во время его посещения Варшавы 13 июня 1999 года.

## Биография
Родился в богатой помещичьей семье. Окончил среднюю школу в Пултуске. В 1900 году поступил в Высшую Духовную семинарию св. Иоанна Крестителя в Варшаве. В 1904 году был рукоположён в священника, после чего был направлен в католический приход в Ежуве. Продолжал богословское обучение в римско-католической Духовной Академии в Санкт-Петербурге.
С 1910 года занимался педагогической деятельностью и исполнял различные обязанности в церковном суде. С 1940 года работал в варшавской семинарии.
В 1942 году дважды был арестован немецкими оккупационными властями и был в заключении в варшавской тюрьме Павяк. 23 марта 1943 года был отправлен в концентрационный лагерь Майданек, где заболел тифом. Умер 18 апреля 1943 года во время Вербного Воскресенья. Его тело было сожжено в крематории.

## Прославление
13 июня 1999 года был беатифицирован римским папой Иоанном Павлом II вместе с другими польскими мучениками Второй мировой войны.
День памяти — 12 июня.

## Публикации
- Podręczna encyklopedya kościelna, 1912
- Historia Kościoła katolickiego w zarysie, 1915
- Historja Święta Nowego Testamentu czyli Dzieje Objawienia Bożego w Nowym Testamencie, 1922
- Zarys historii Kościoła katolickiego dla wiernych, 1948